# (3256) Daguerre
(3256) Daguerre est un astéroïde de la ceinture principale.

## Description
(3256) Daguerre est un astéroïde de la ceinture principale. Il fut découvert par Brian A. Skiff et Norman G. Thomas le 26 septembre 1981 à Flagstaff (Observatoire Lowell). Il présente une orbite caractérisée par un demi-grand axe de 2,77 UA, une excentricité de 0,097 et une inclinaison de 7,83° par rapport à l'écliptique.
Il fut nommé en hommage au français Louis Daguerre (1787-1851), qui inventa en 1835 le processus photographique nommé daguerréotype.

## Compléments